# Короченский, Анатолий Анатольевич
Анатолий Анатольевич Короченский (1957—1993) — старший сержант милиции, участник разгона Верховного Совета России, Герой Российской Федерации (1993).

## Биография
Анатолий Короченский родился 17 января 1957 года на хуторе Прогресс Краснодарского края. Окончил среднюю школу, после чего работал водителем в колхозе имени Калинина. В 1975 году Короченский переехал в Москву, где был принят на службу в правоохранительные органы. Работал водителем 67-го отделения милиции Москвы, затем был назначен командиром отделения роты отдельного батальона патрульно-постовой службы милиции УВД Красногвардейского райисполкома. В 1992 года Короченский был переведён в роты патрульно-постовой службы отдела милиции муниципального округа «Бирюлёво-Восточное».
4 октября 1993 года обстановка в районе Белого Дома, где засели депутаты Верховного Совета России, резко обострилась. Накануне ночью Короченский с товарищем задержал двоих снайперов, оказавшихся в состоянии алкогольного опьянения. На следующий день он решил снять бронежилет, который сковывал его движения. Короченский с напарником получили задание обнаружить точки, где засели снайперы, которые вели огонь по милиционерам и обычным гражданам, и обезвредить их. Когда Короченский открыл дверь в первый подъезд, он был смертельно ранен в живот. Стрелявший был убит очередью из автомата напарника Короченского. 6 октября 1993 года от полученных ранений Короченский скончался в госпитале. Похоронен на Котляковском кладбище Москвы.

## Награды
Указом Президента Российской Федерации от 30 декабря 1993 года старший сержант милиции Анатолий Короченский посмертно был удостоен высокого звания Героя Российской Федерации.